# Galeodes afghanus
Galeodes afghanus es una especie de arácnido  del orden Solifugae de la familia Galeodidae.

## Distribución geográfica
Se encuentra en Afganistán y Pakistán.